# Biwer
Biwer er en kommune og et byområde i Luxembourg. Kommunen, som har et areal på 23,08 km², ligger i kantonen Grevenmacher i distriktet Grevenmacher. I 2005 havde kommunen 1.618 indbyggere. 